# 饶博生
饶博生（1914年—？），男，贵州贵阳人，中华人民共和国职业教育家、政治人物，中国民主建国会中央委员会委员、云南省委员会主任委员，中华职业教育社原副理事长、名誉副理事长，第六、七、八届全国政协委员。